# Csaba Köves
Csaba Köves, född den 27 oktober 1966 i Budapest i Ungern, är en ungersk fäktare som tog OS-silver i herrarnas lagtävling i sabel i samband med de olympiska fäktningstävlingarna 1996 i Atlanta.